# Жан-Батіст Удрі
Жан-Батіст Удрі (фр. Jean-Baptiste Oudry; 17 березня, 1686 Париж — 30 квітня, 1755, Бове) — французький художник-декоратор першої половини XVIII ст. Працював також як гравер, дизайнер картонів для створення гобеленів, портретист. Нечасто брався за створення релігійного живопису.

## Життєпис
Походив з родини художника, де було ще два брати. Батько окрім живопису торгував каринами та обіймав посаду директора художньої школи при Академії Св. Луки. Молодий Жан-Батіст навчався в тій школі. Надалі Жан-Батіст стажувався в майстерні паризького художника Ніколя де Ларжильєра. Навчання у Ларжильєра закінчив у 22 роки.

## Зрілі роки
Починав як художник-портретист. Приблизно з 1715 року почав створювати натюрморти і робити замальовки тварин. 1 липня 1717 року він отримав посаду професора в Академії Св. Луки.
Молодий Жан-Батіст почав працювати над численними сценами полювання, котрі мали успіх і перейшли до збірок вельмож та до королівських палаців.
В адміністративній і художній кар'єрі Жан-Батіст отримав поміч від друга, художника-мініатюриста Жана-Батиста Массе, що познайомив його з маркізом де Берінгеном, картину для корого він виконав 1727 року. Твір (пейзаж у фламандському стилі) сподобався і він отримав нову замову — картину на тему «Полювання на оленя короля Людовика XV у лісі Сен-Жермен». Картина зі сценою полювання зробила художню репутацію майстра, котрий почав працювати і по замовам короля, останній полюбляв полювання і витрачав на це чимало часу. З 1724 року король Франції зробив його надвірним художником. Удрі отримав власну майстеню в палаці Тюільрі та квартиру в палаці Лувр, порожні приміщення котрого здавали під житло і майстерні художників та під крамнички.

## Меценат з німецького князівства

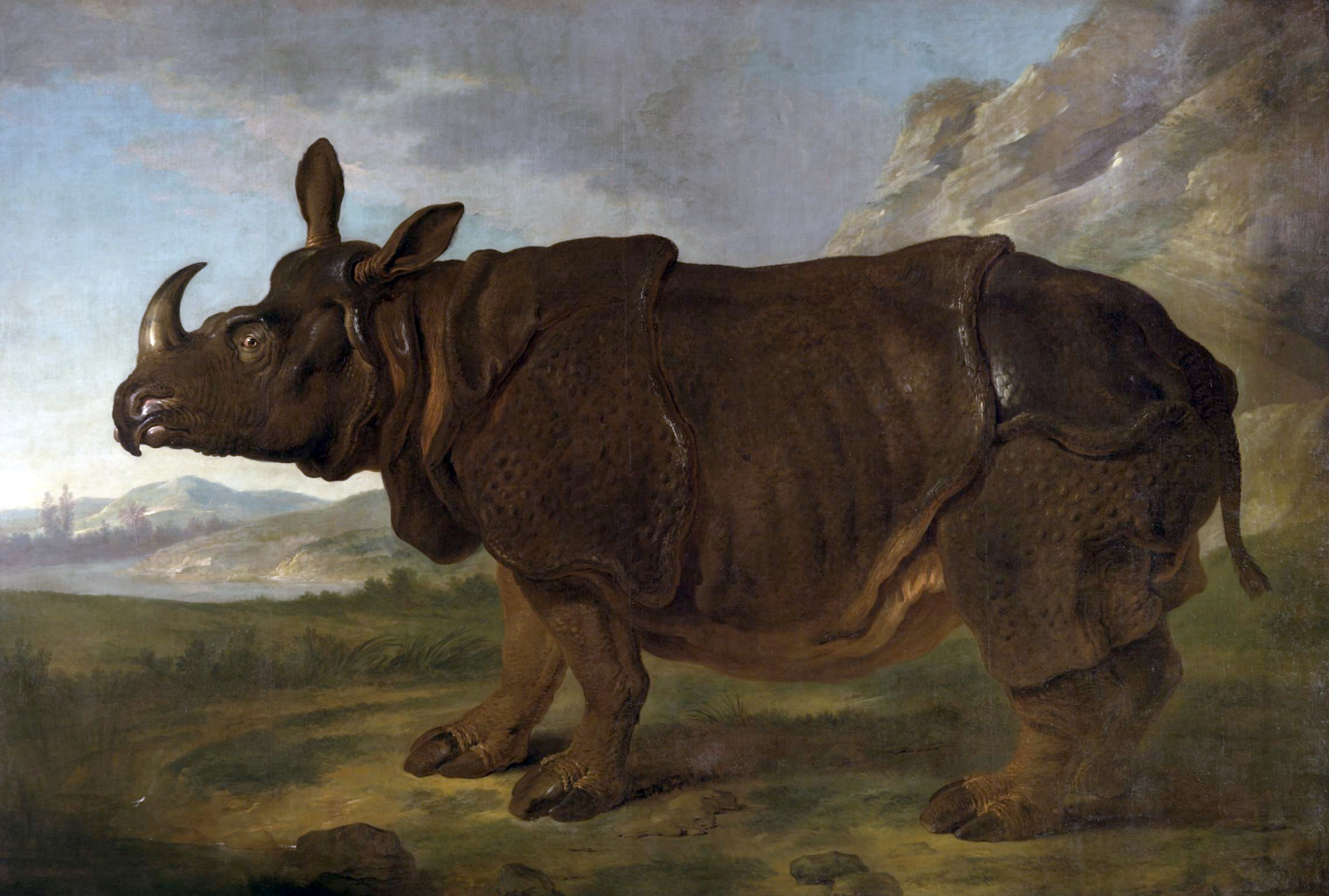
«Носоріг», 1749, Державний музей, Шверін.

Важливим меценатом для художника став німецький князь Людвиг ІІ з князівства Мекленбург-Шверін. Ще 1734 року Удрі виконав для Людвига ІІ чотири картини зі сценами полювання і тваринами («Полювання на кабана», «Родина козулі», «Полювання на вовка», «Два олені»). Для короля Франції Удрі виконав картини великого формату з зображенням екзотичних тварин, що перебували в приватному королівському зоопарку у Версалі. За новими даними, їх замовив королівський лікар Франсуа Жіго де ля Пейроні. Невдовзі картини з зображенням екзотичних тварин були переведені у гравюри. А оригінали продали лише по смерті де ля Пейроні.
Людвиг ІІ придбав ці картини, серед них і картину з зображенням Носоріга. Всі вони збереглися і досі перебувають у Шверині (Німеччина).

## Виробництво гобеленів в місті Бове

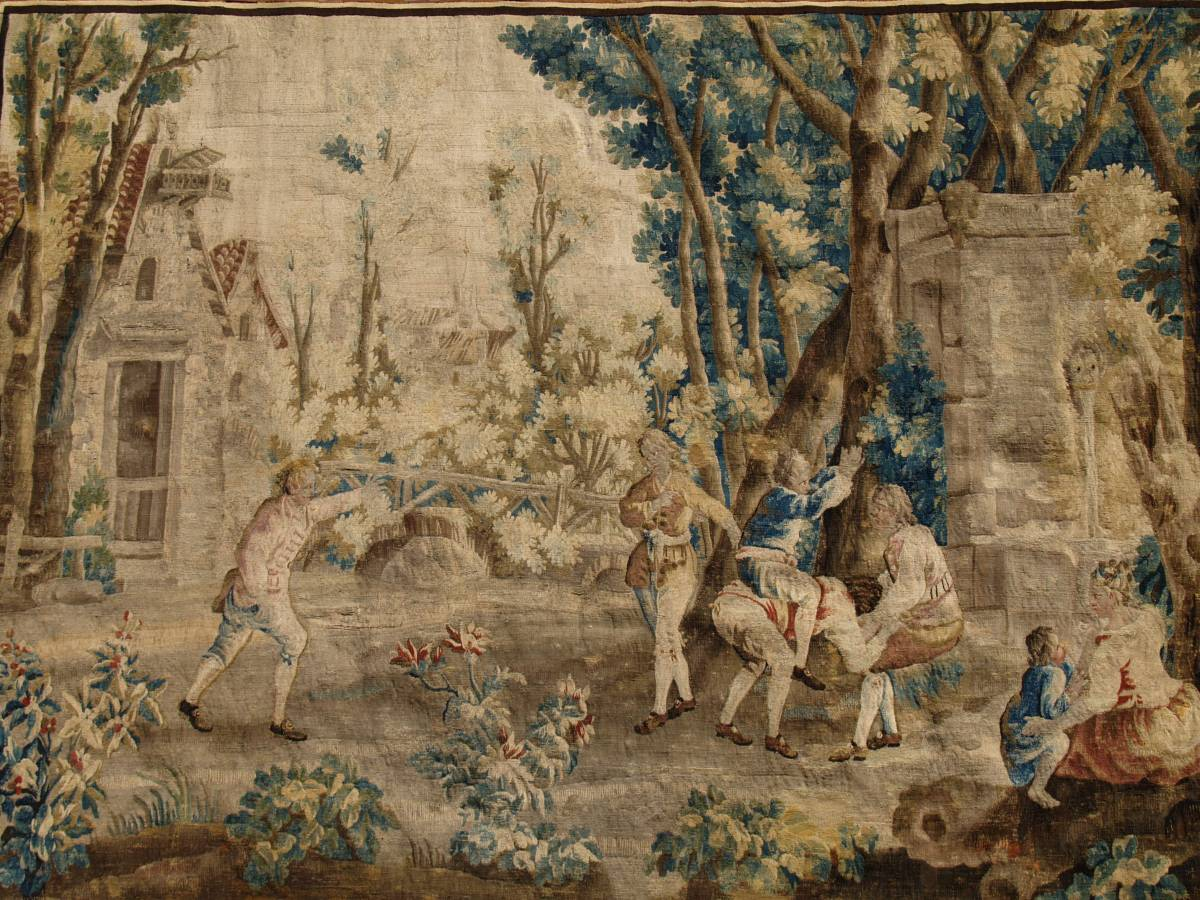
Гобелен за картоном Жана-Батіста Удрі. Мануфактура Бове.

Серед замовників художника опинився впливовий Луї Фагон (1680—1744), інтендант фінансів, котрий доручив Удрі декорування власного палацу в місті Ванв — арабесками, квітами та птахами. Декор сподобався і Удрі отримав запрошення на працю в місто Бове для відродження мануфактури гобеленів. Мануфактура пережила недовгий розквіт ще за часів і підтримки міністра Кольбера . Відтепер виробництво килимів відновили. На мануфактурі з 1734 року працював сам Жан-Батіст Удрі та його помічник Беньє. До кінця 1730-х років Удрі працював над створенням картонів для виробництва декоративних гобеленів.

## Власна родина
У віці 23 роки Жан-Батіст Удрі узяв шлюб із донькою майстра по виробництву дзеркал мадмуазель Марі-Маргеріт Фройссе, котрій він давав уроки малюнку. Син подружжя Жак-Шарль Удрі теж став художником.
Удрі отримав запрошення на працю у Данію та у Росію, але відхилив обидві пропозиції. В Парижі і у Бове його утримували привілейований стан, стабільність прибутків, власна родина і численні помічники його майстерні.

## Останні роки
Художники, як і театральні та оперні актори тої пори, були особами залежними і від моди, і від примх меценатів, роль котрих розігрувала більшість вельмож і королівські родини. Залежною особою впродовж власної художньої кар'єри був і Жан-Батіст Удрі. Покровителя Фагона замінили на де Трюдена, і художник втратив низку привілеїв.
Удрі почав хворіти і переніс два інсульти. Після другого інсульту був паралізованим і невдовзі помер у місті Бове. Поховання відбулося в церкві Сен-Томас у Бове.

## Вибрані твори
- «Алегорія Достатку», 1719, Версаль
- «Алегорія Європи», 1722
- «Полювання на вовка в лісі», 1748, Музей красних мистецтв, Нант
- «Пейзаж з фермою», 1750, Лувр, Париж
- «Портрет мсьє Анрі-Каміля де Берінген», 1722, Національна галерея, Вашингтон
- «Пейзаж у фламандському стилі»
- «Полювання на оленя короля Людовика XV у лісі Сен-Жермен»
- «Собака охороняє мисливські трофеї», 1753 р., Музей мистецтва Метрополітен
- «Мертвий заяць і стегно барана»
- «Собака і лебідь»
- «Носоріг», 1749, Державний музей, Шверін.

## Малюнки Жана-Батіста Удрі

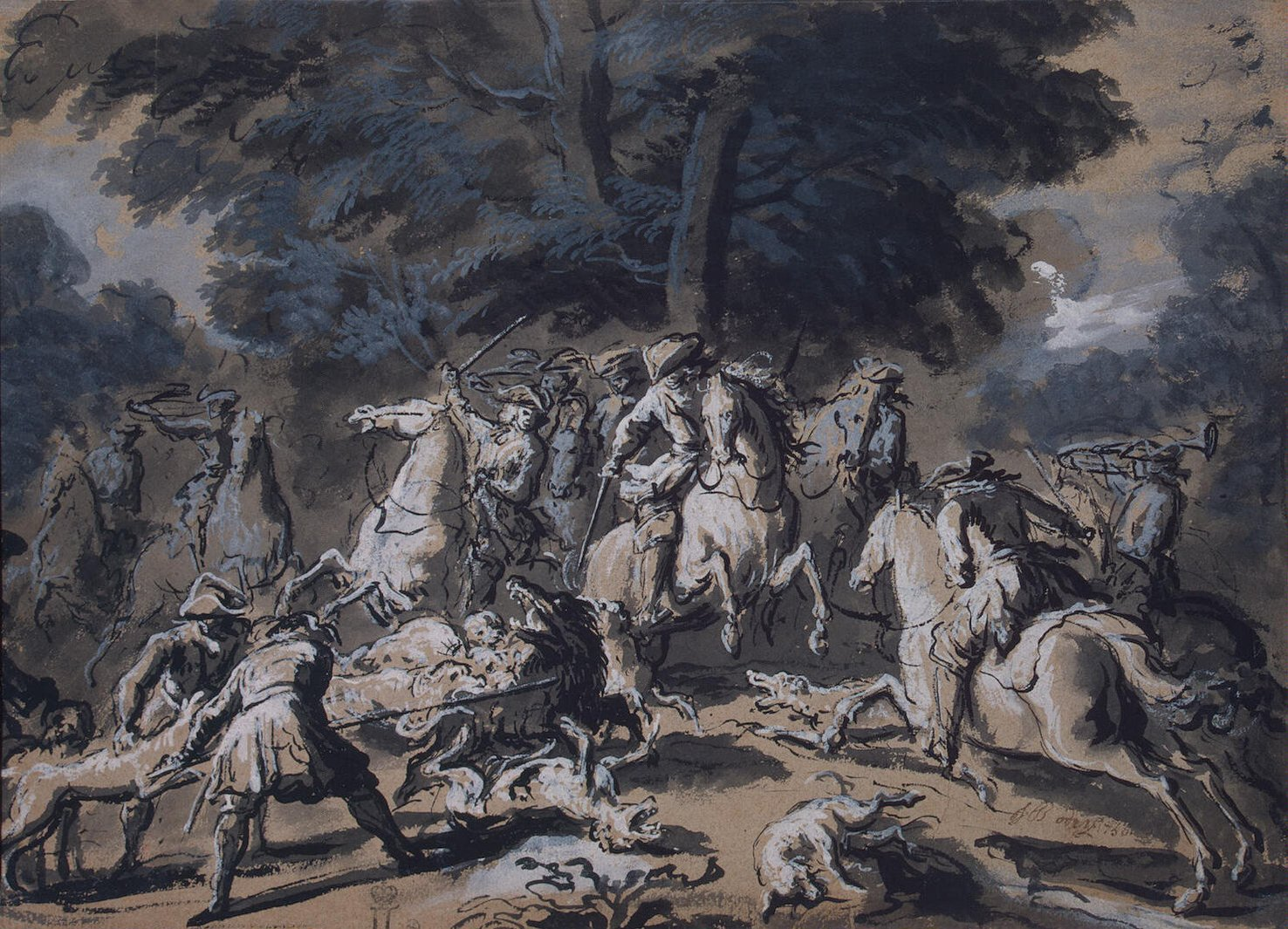
«Полювання на дикого кабана», Ермітаж, Санкт-Петербург

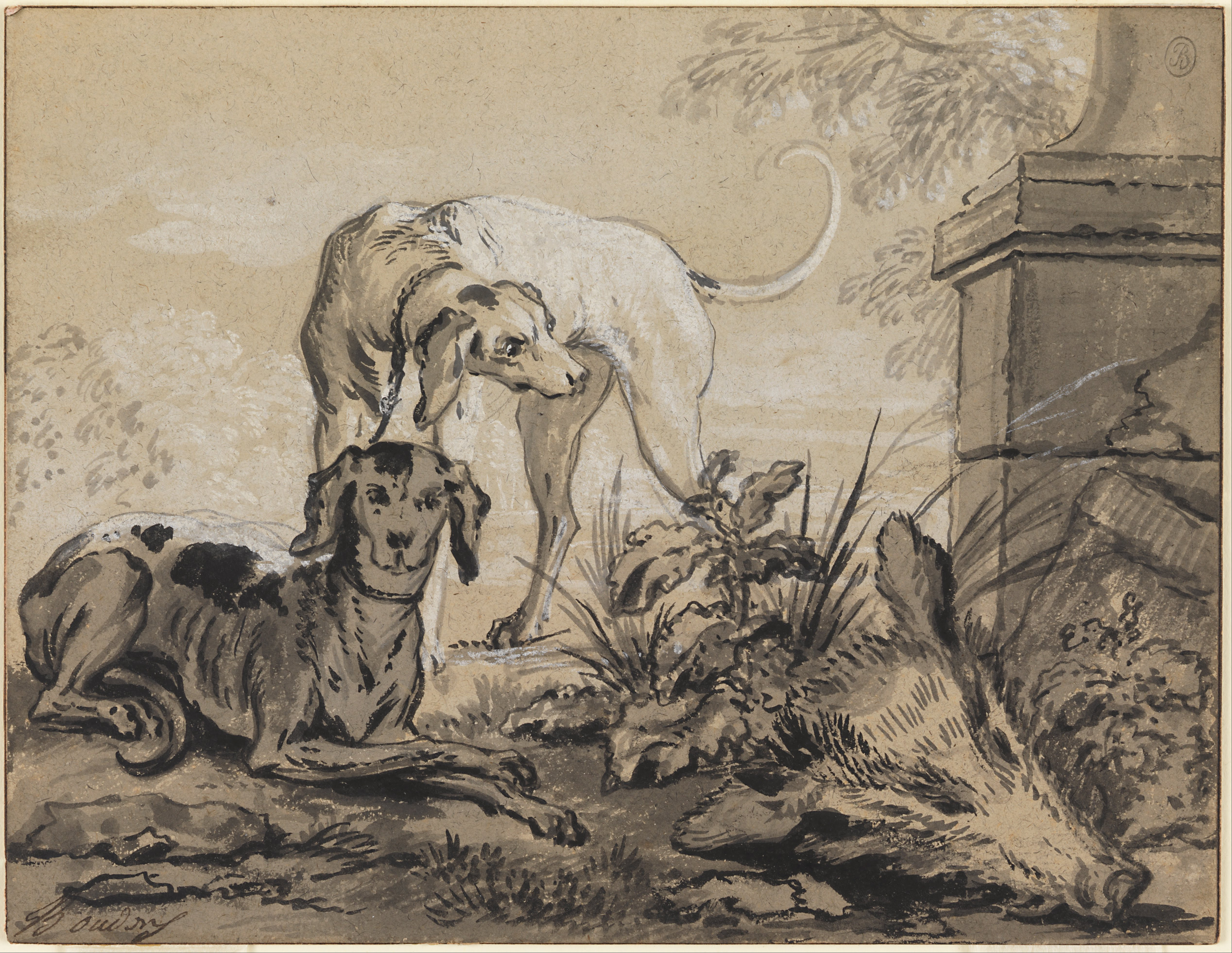
«Після полювання. Дві собаки з головою дикого кабана», 1740 р., Відділ малюнків, Смітсоніан.
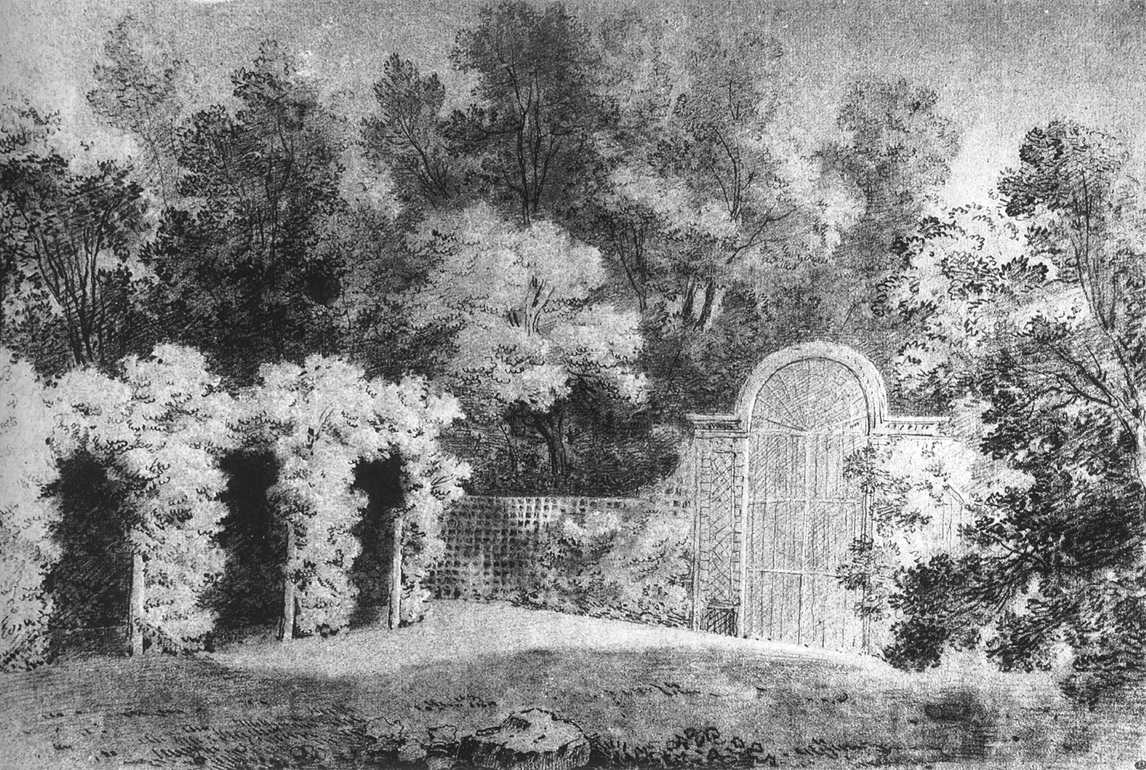
«Парк Аркуель», Лувр, Париж
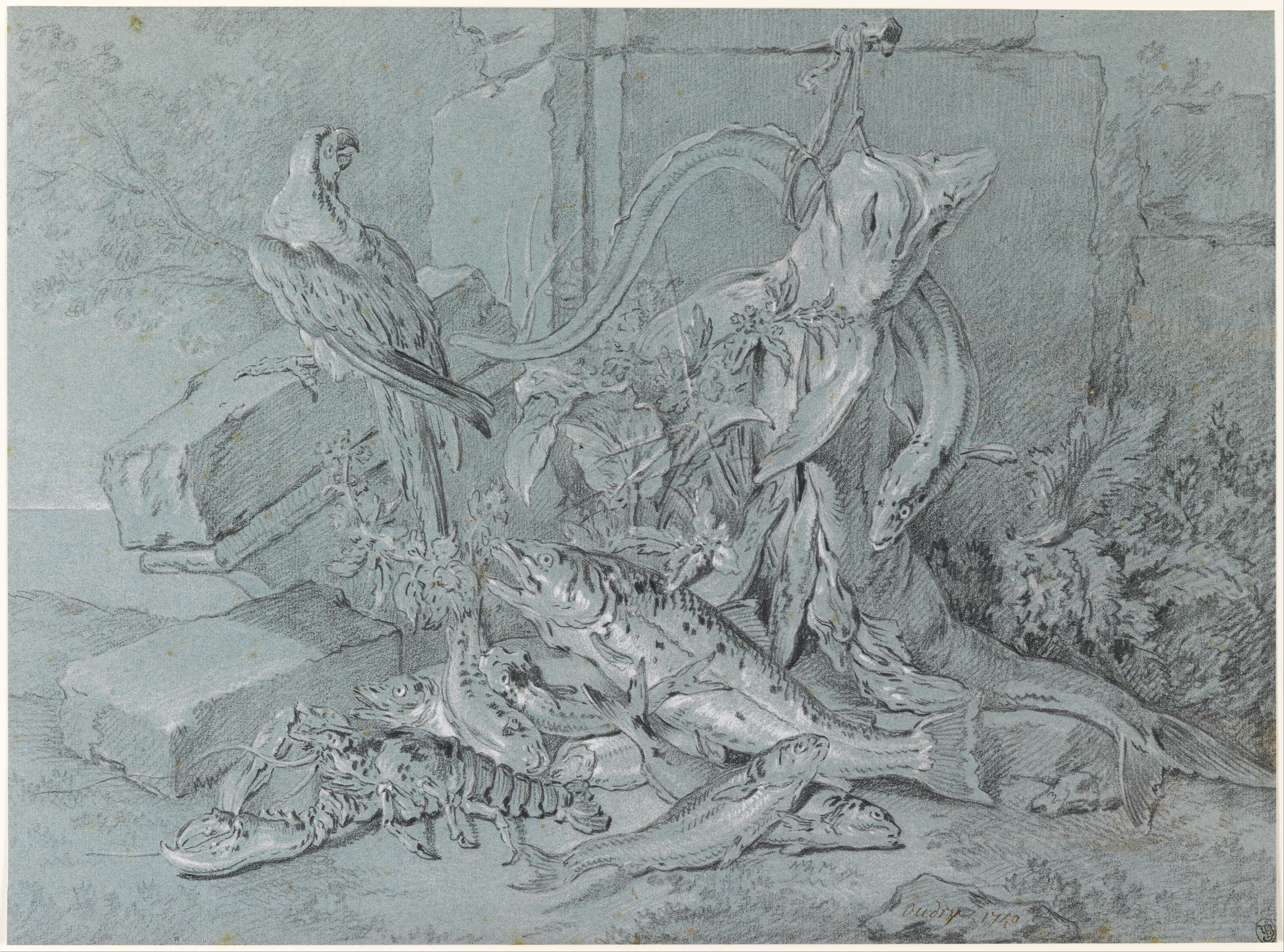
«Папуга і риби»,  1740 р., Відділ малюнків, Смітсоніан.
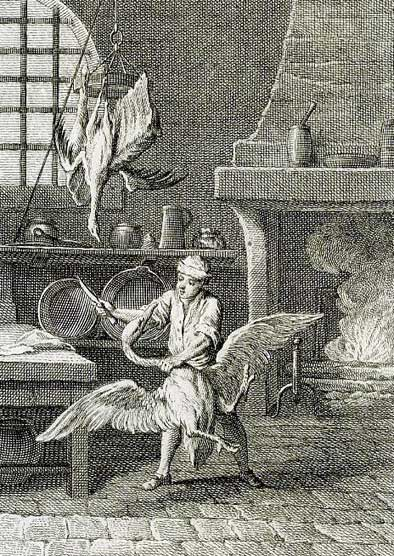
«Кухар і лебідь», гравюра за малюнком Удрі

## Галерея вибраних творів

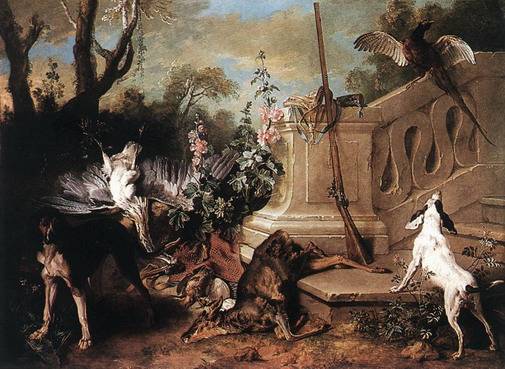
Жан-Батіст Удрі. «Палацові сходи і мисливські трофеї»

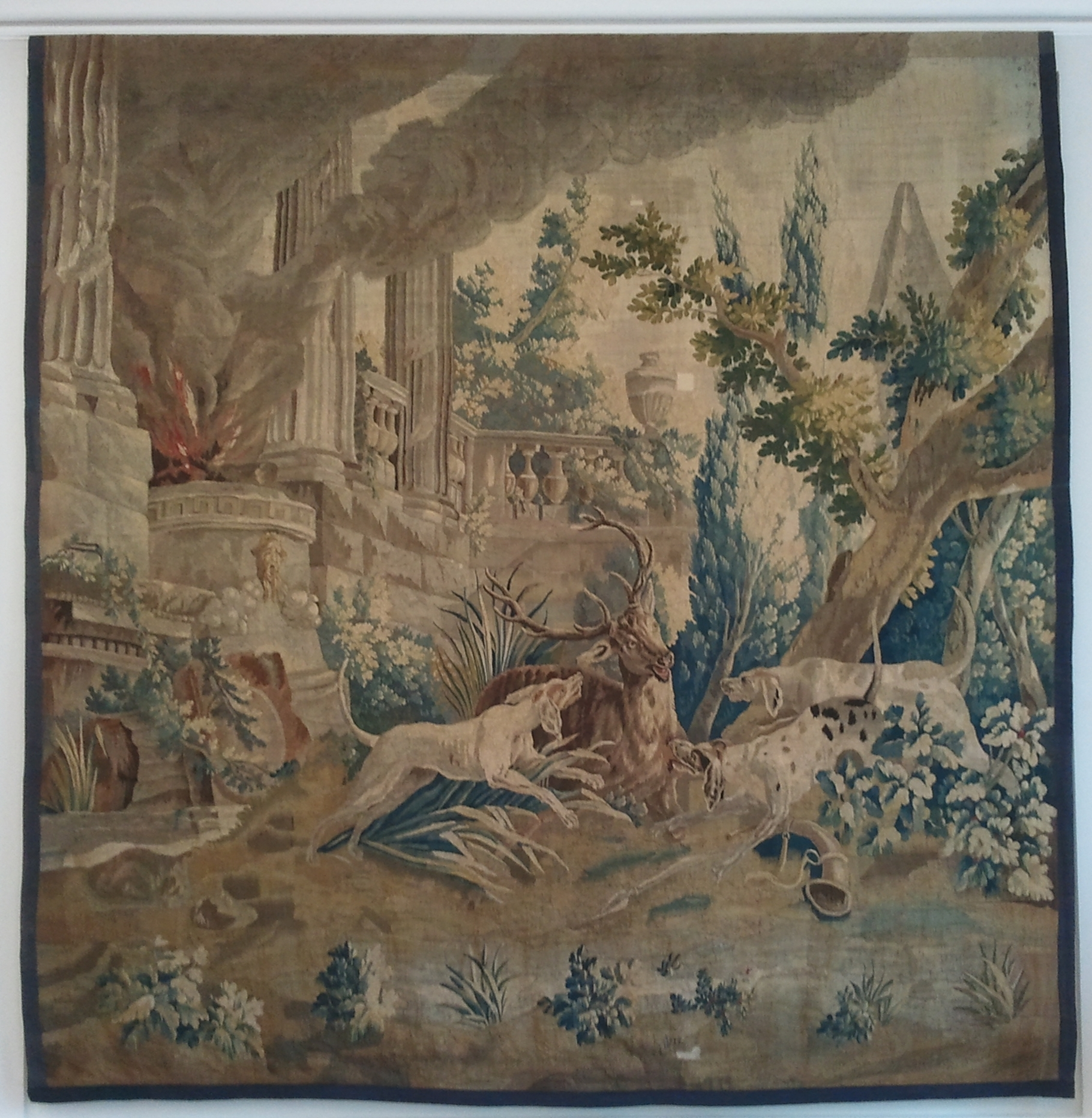
Жан-Батіст Удрі. Аррас «Актерн-олень, покараний богинею Діаною», 1750 р. Бонн, Стара ратуша.

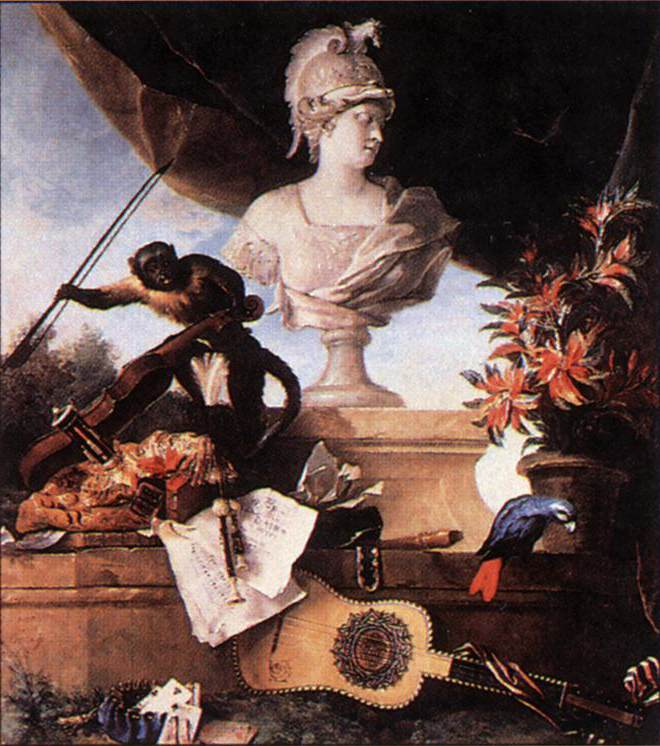
«Алегорія Європи», 1722 р.
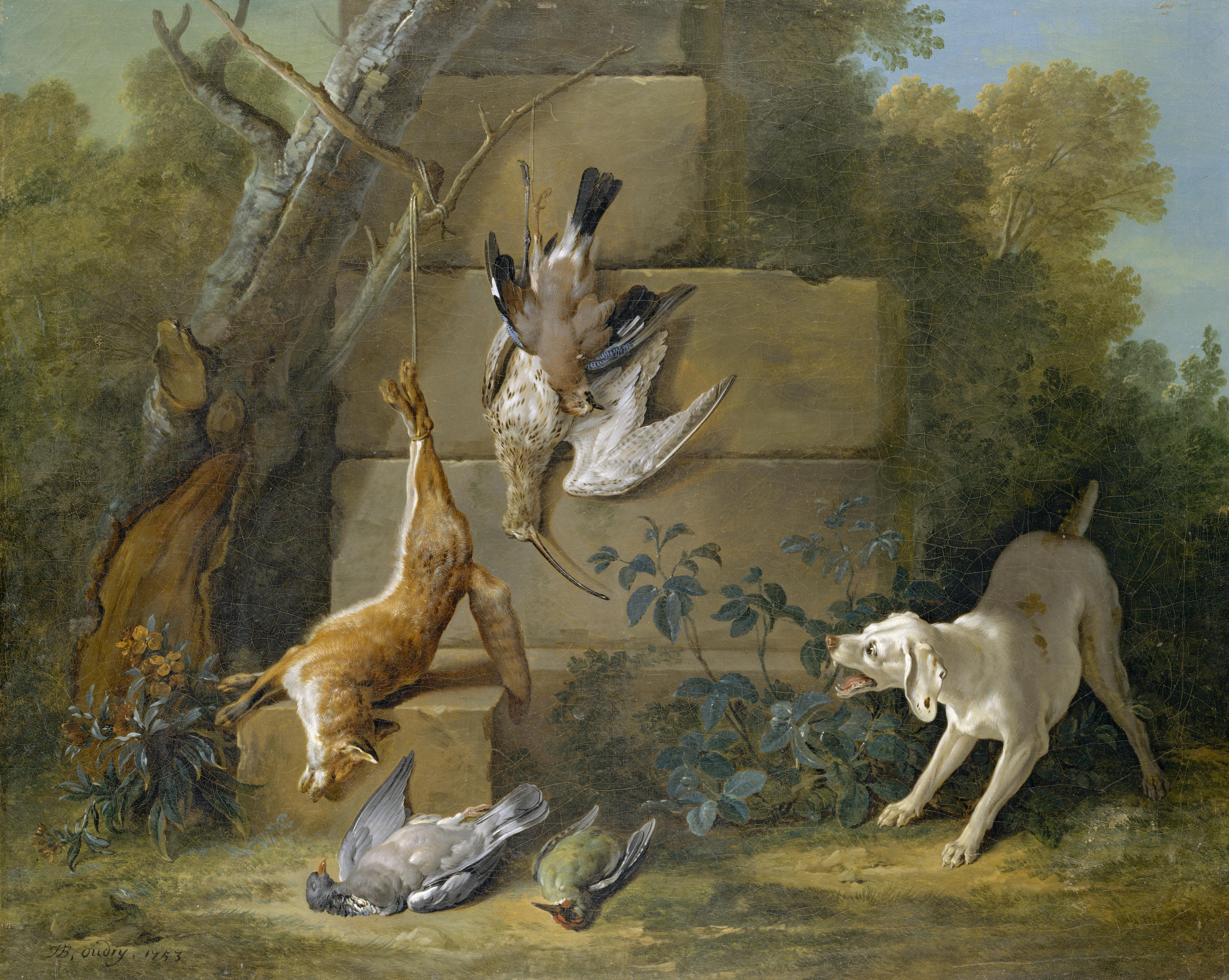
«Собака охороняє мисливські трофеї», 1753 р., Музей мистецтва Метрополітен
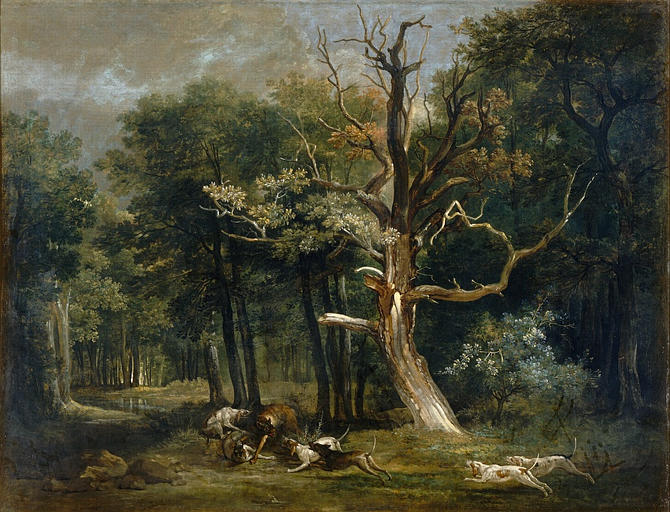
«Полювання на вовка в лісі», 1848 р.
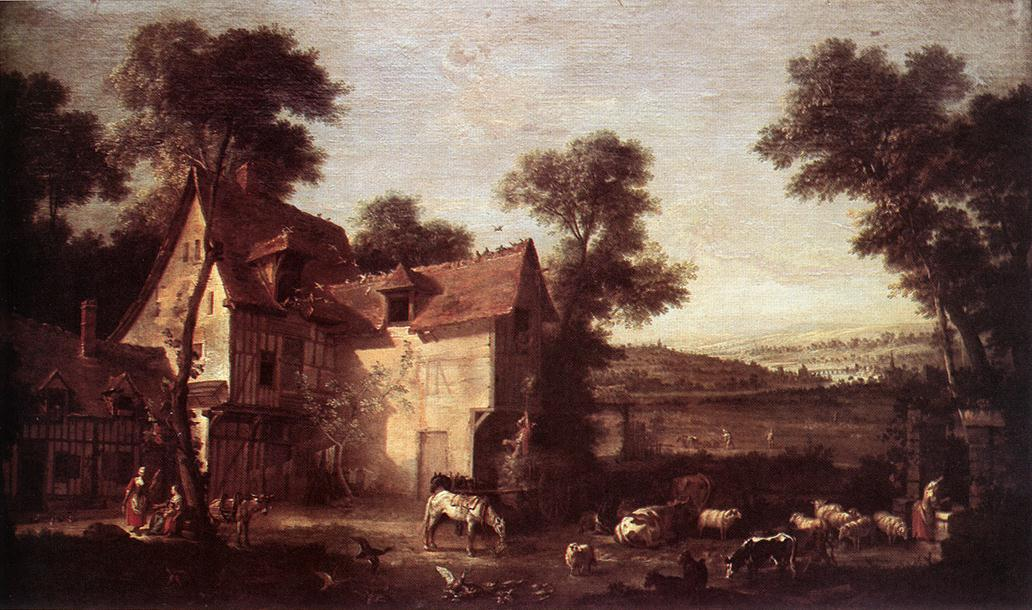
«Пейзаж з фермою», 1750 р., Лувр, Париж.